# Пальнека
Пальнека (фр. Palneca, корс. Palleca) — коммуна во Франции, находится в регионе Корсика. Департамент коммуны — Южная Корсика. Входит в состав кантона Тараво-Орнано. Округ коммуны — Аяччо.
Код INSEE коммуны — 2A200.

## Население
Население коммуны на 2008 год составляло 157 человек.
| 1962 | 1968 | 1975 | 1982 | 1990 | 1999 | 2008 |
| ---- | ---- | ---- | ---- | ---- | ---- | ---- |
| 348  | 378  | 276  | 204  | 147  | 156  | 157  |

## Экономика
В 2007 году среди 74 человек в трудоспособном возрасте (15—64 лет) 37 были экономически активными, 37 — неактивными (показатель активности — 50,0 %, в 1999 году было 32,2 %). Из 37 активных работали 30 человек (20 мужчин и 10 женщин), безработных было 7 (3 мужчины и 4 женщины). Среди 37 неактивных 3 человека были учениками или студентами, 16 — пенсионерами, 18 были неактивными по другим причинам.